# У-ди
У-ди (кит. трад. 漢武帝, упр.  汉武帝, пиньинь hànwǔdì, палл. Хань У-ди), (27 августа 156 год до н. э.—29 марта 87 год до н. э.), личное имя Лю Чэ (劉徹), полное посмертное имя Сяоу-хуанди (孝武皇帝) или Сяоу-ди — седьмой император империи Западная Хань в Китае, правил со 141 года до н. э. до 87 года до н. э. В период его правления ханьский Китай резко расширил свои территории. За этот период конфуцианство приобрело официальный статус и было введено со всей строгостью (при содействии Дун Чжуншу). Его правление считается историками одним из самых блистательных периодов в истории Китая.
Империя расширилась до Ферганской долины на западе, Северной Кореи на северо-востоке, северного Вьетнама на юге. Было нанесено поражение сюнну, на запад был послан дипломат Чжан Цянь для установления союза с юэчжи (137 год до н. э.), был задействован Великий Шёлковый путь, расширились контакты с Центральной Азией, в Китай проникла информация о буддизме, император установил буддийские статуи и проводил буддийские ритуалы.
Император провёл перепись населения. Учредил систему экзаменов на чиновничьи должности и развил систему школ для обучения конфуцианству, эта система сохранилась и поддерживалась в течение всей истории имперского Китая.

## Происхождение и ранние годы
У-ди был десятым сыном своего отца Цзин-ди, его мать Ван Чжи была любимой наложницей императора. Она была прежде замужем и имела дочь, однако яньский принц Цзан Ту (臧荼) счёл благоприятным поднести её в дар наследному принцу и развёл её с мужем.
Сын родился вскоре после восхождения Цзин-ди на трон, его назвали Лю Чжи (劉彘). Жена императора Бо не имела детей. Первоначально наследником престола был назначен принц Жун, сын наложницы Ли. Однако наложница Ли отличалась резким нравом, и сестра императора Пяо предостерегла его, как бы Ли не стала подобной императрице Люй-хоу. Жун был лишён престолонаследия, Ли вошла в немилость и вскоре умерла, а Жун покончил с собой. Наложница Ван получила статус императрицы, а принц Чжи — наследника престола. Он занял трон в возрасте 16 лет.

## Ранние годы правления
Молодой император стал способствовать развитию конфуцианства. Он организовал экзамены, по результатам которых 100 молодых студентов получили высокие чиновничьи должности, большинство из них не входило в аристократические семьи. Этот обычай привился в Китае, с этого момента конфуцианство стало официальной доктриной, на которой держалось государство. Те, кто писал лучшие экзаменационные сочинения, получали высокие должности вплоть до губернаторских или министерских
В первые годы правления доминировали вдовствующие императрицы Доу (бабушка императора) и Ван (мать императора) и сводный брат его матери Тянь Фэн (田蚡), носящий титул Уань-хоу, который стал главнокомандующим. Разразилась борьба между бабушкой Доу (приверженкой даосизма) и конфуцианскими советниками. В 139 году до н. э. высшие чиновники-конфуцианцы Чжао Вань (趙綰) и Ван Цзан (王臧) были обвинены в коррупции и покончили с собой в тюрьме. Император ничего не смог поделать.
В дальнейшем император стал постепенно смещать высших чиновников старшего поколения, заменяя молодыми активными и талантливыми. При этом он жёстко карал за нарушение законов и коррупцию, вплоть до смертной казни. Однако он ценил даже опальных чиновников, которые осмеливались перечить императору.
В 135 году до н. э. умерла императрица Доу, император постепенно начинал забирать власть в свои руки.
Император стал проявлять военно-дипломатические таланты, которые привели к расширению империи. В 138 году до н. э. Миньюэ (на территории современной провинции Фуцзянь) атаковало Дунхай (совр. Чжэцзян), и Дунхай попросил помощи Хань. Император быстро организовал военную экспедицию. Потом он также несколько раз откликался на призывы о помощи и присоединял малые государства, играя на противоречиях и опираясь на местную аристократию.

## Расширение империи

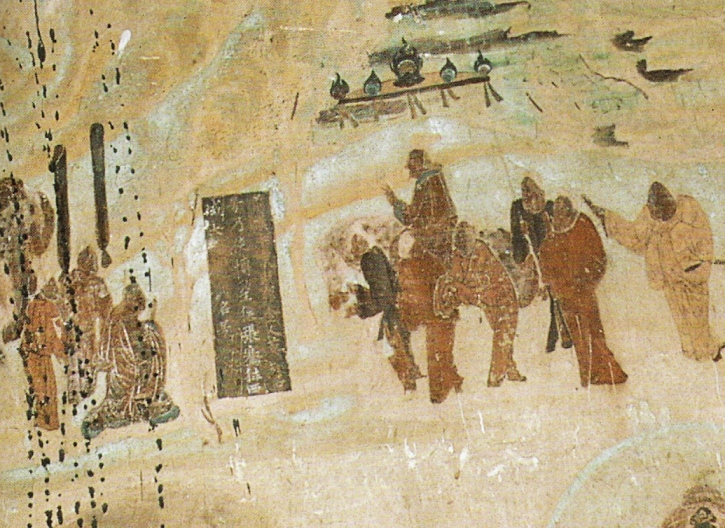
Посольство Чжан Цяня к юэчжам

В 133 году до н. э. в результате инцидента был прерван мир с сюнну.
В 129 году до н. э. сюнну атаковали область Шангу (上谷, провинция Хэбэй). У-Ди снарядил четырёх военачальников с десятитысячным конным войском против сюнну. Трое потерпели поражение, Вэй Цин сумел организовать поход до священных мест сюнну, в 127 году до н. э. он занял район Шофан (朔方) на западе Внутренней Монголии, который стал плацдармом для дальнейших действий против гуннов. В 124 году до н. э. Вэй Цин одержал большую победу, взяв в плен 15000 сюнну. Его племянник Хо в 121 году до н. э. победил гуннских принцев Сюньсе (渾邪王) и Сюту (休屠王). У-ди назначил пять военачальников для контроля над занятым районом Ганьсу, который прочно вошёл в состав Китая и стал плацдармом для дальнейшей экспансии в Синьцзян (西域) и Фергану.
В 139 году до н. э. Чжан Цянь был послан в государство юэчжи, которое было вытеснено сюнну из Ганьсу на запад, в поисках военной поддержки против сюнну. Чжан смог бежать из сюннского плена и добрался до Самарканда. Ханьский Китай установил дипломатические отношения с юэчжи, Даюань (Коканд), Кангюй. В 126 году до н. э. Чжан вернулся и составил доклад перед императором об успешной миссии. Когда Хань укрепилась в Ганьсу, началось регулярное сообщение послов с Синьцзяном.

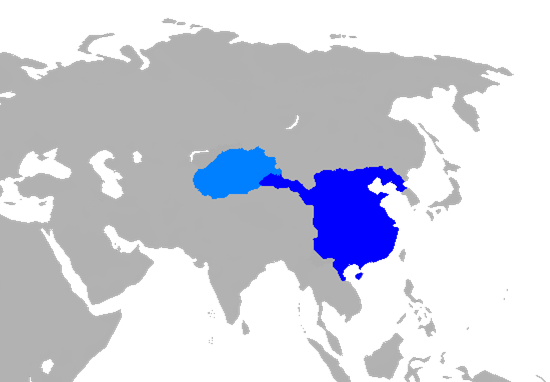
Оценочная территориальная протяженность империи У-ди.

Доклад Чжан Цянь навёл императора на мысль расширить торговое и политическое влияние Хань в западных странах путём расширения южного торгового маршрута: Сычуань-Индия-Бактрия и далее на запад. Из разных районов Сычуани были направлены 4 посольства по разным дорогам. Но все они были перехвачены племенами ди (氐), цзо (筰), си (巂) и куньмин (昆明). Куньминцы убили и ограбили послов, они были очень воинственны. Зато правительство получило информацию о царстве Даньюэ (滇越, ныне уезд Тэнчун Юньнань). Поскольку купцы из Чэнду нелегально возили товары в Даньюэ, император счёл целесообразным продолжить пытаться наладить контакт в этом направлении.
На юго-западе У-ди снарядил экспедиции против Наньюэ, получив поддержку племенных царств. Ханьский посол Тан Мэн (唐蒙) привёз к племенным царям богатые дары, и в провинции Сычуань была организована область Цзянвэй (犍為) для управления племенами, однако постоянные бунты племён было трудно сдерживать. После возвращения Чжан Цяня из Центральной Азии императору был представлен доклад о преимуществах путей в Индию и Парфию, император стал всерьёз рассматривать пути через Юньнань и Сычуань и направил послов с целью подчинить государства Елан и Дянь (滇, современный Юньнань).
На северо-востоке У-ди вторгся в Корею и установил там область Цанхай (蒼海), но не смог удержать и отступил в 126 году до н. э.
В 119 году до н. э. У-ди разорвал мирный договор с сюнну, атака генералов Вэй Цина и Хо Цюйбина привела к большой победе. Сюнну снова попросили мира, но У-ди хотел поставить их в вассальную зависимость.
В это же время император стал продвигать жестоких губернаторов и чиновников, считая, что суровые наказания приведут к порядку.

## Поиски бессмертия и контакты с духами

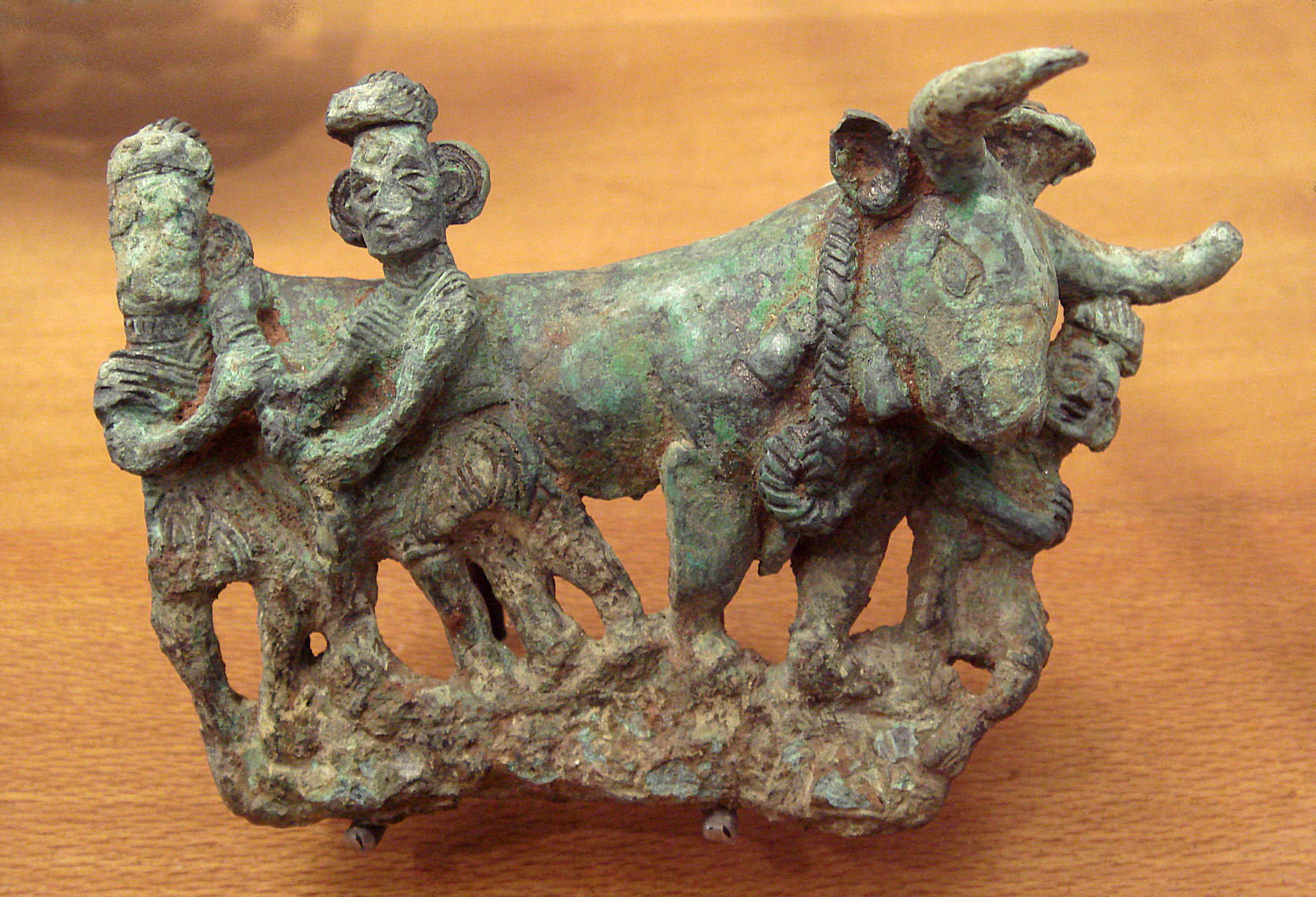
Дяньская бронза

В этот период У-ди стал предпринимать активные поиски бессмертия, для чего связался с магами и заклинателями. Поиски происходили в нескольких направлениях.
Шаманы из царства Юэ демонстрировали общения с умершими, они же организовывали беседы с духами.
Маги из царства Ци занимались поисками бессмертных и небожителей, организовывая жертвоприношения на священных горах и морские экспедиции в поисках острова Пэнлай, где живут бессмертные.
Учёные пытались определить благоприятные моменты и истолковать знамения, предпринимались попытки реформы календаря.
Временами определённые маги начинали пользоваться большим доверием императора, он жаловал им высокие должности и снабжал деньгами для экспедиций. Однако он тщательно перепроверял их способности и при подозрениях в шарлатанстве казнил.
В своём служении духам У-ди стал подражать древнему императору Хуан-ди. Он установил жертвоприношения на горе Тайшань, неоднократно поднимался на неё, часто с небольшим количеством спутников. Он восстановил древние ритуалы поклонения небесным духам в той форме, в которой предположительно их соблюдал Хуан-ди. Для духов он построил несколько крупных башен.
В 113 году до н. э. император провёл на горе Тайшань великую жертвенную церемонию фэншань (封禪) духам Неба и Земли, подражая древним, он обратился к духам с просьбой о бессмертии. На горе было построено большое количество храмов для регулярных жертвоприношений. Последнюю жертву император принёс в 98 году до н. э.
Комментируя знамения, он неоднократно менял эру правления, установил благоприятный год, когда главенствующая стихия сменилась на стихию Земли, и перенёс начало года. Он призвал учёных упорядочить летописи и календари, значительную работу проделал при этом Сыма Цянь.
Принц Лю Ань, внук первого ханьского императора Лю Бана и правитель области Хуайнань, как человек высокой учёности и таланта, был долгое время советником императора. В 139 году до н. э. он преподнёс императору трактат Хуайнань-цзы, составленный «восемью хуайнаньскими мудрецами» при его дворе, который особенно известен главами даосского содержания. В 122 году до н. э. Лю Ань был схвачен за подготовку путча вместе со своим братом Лю Цы (劉賜), правителем области Хэншань, посажен в тюрьму, где покончил с собой.

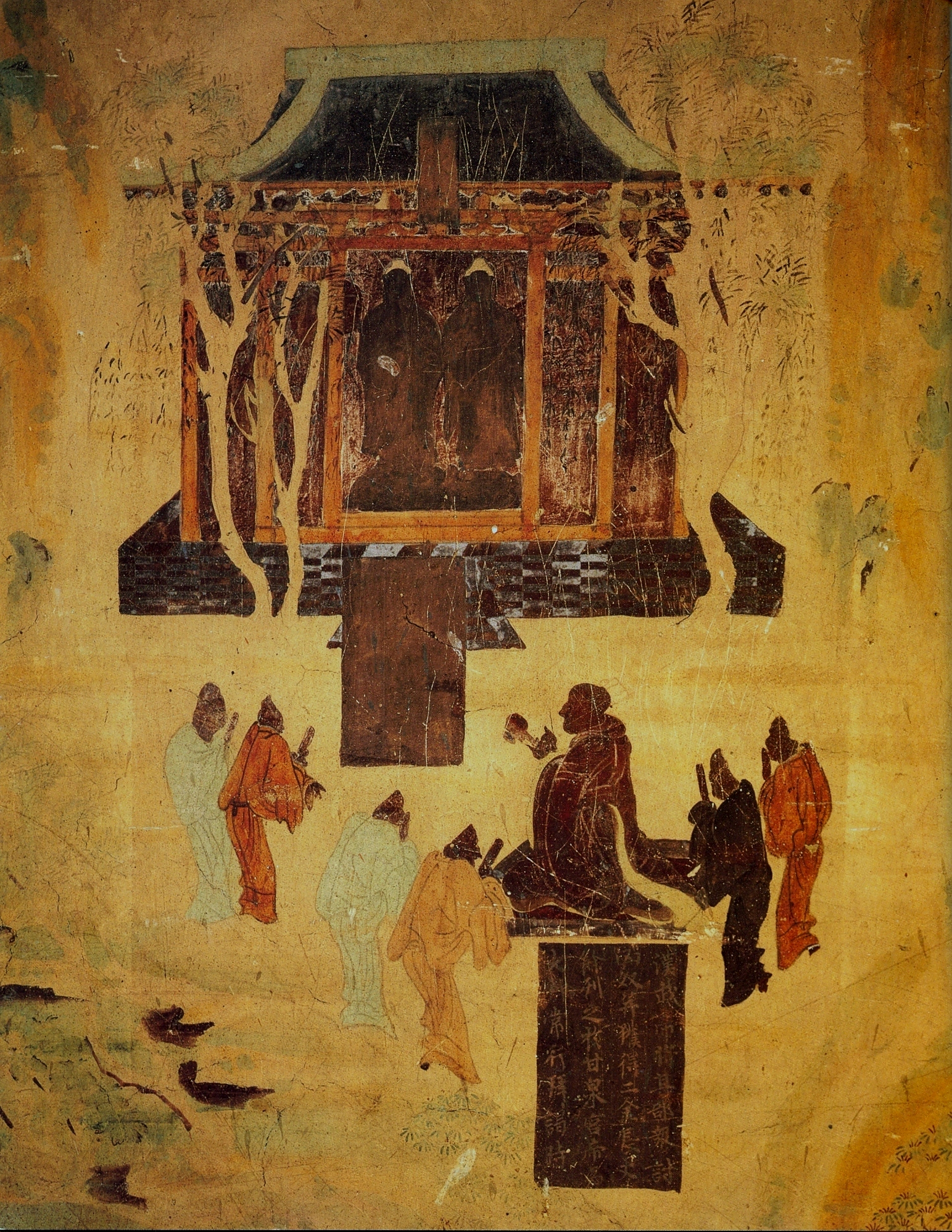
У-ди проводит ритуал с двумя статуями Золотого Будды в 120 г. до н. э. (пещеры Могао, Дуньхуан)

## Поздние годы правления

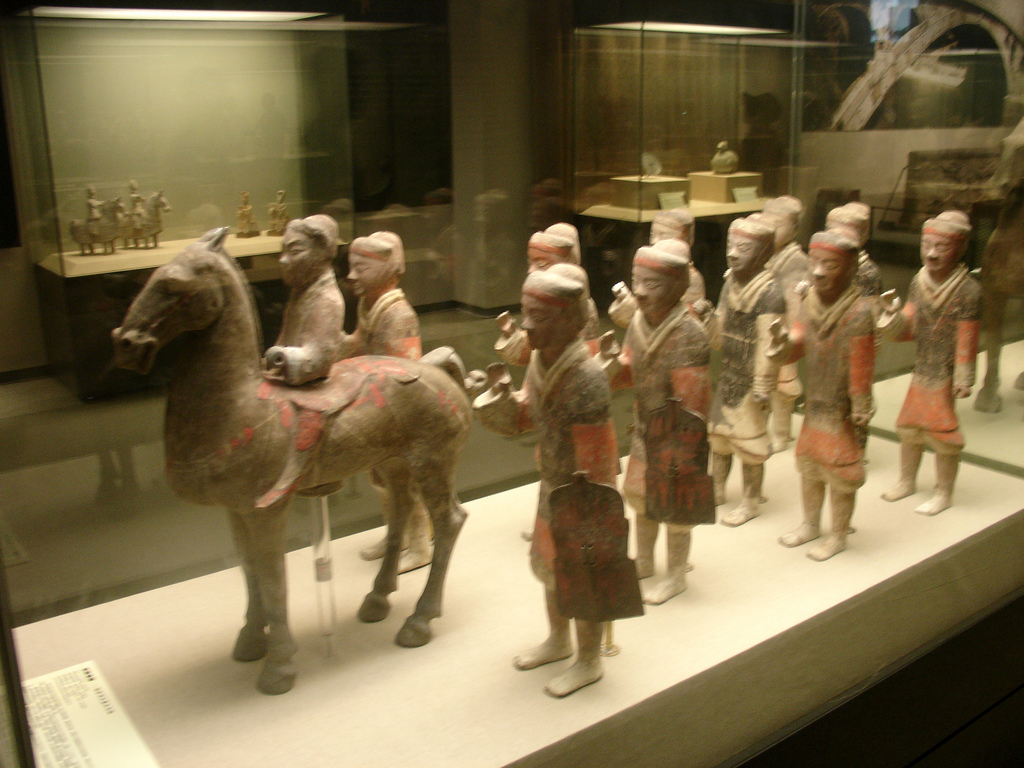
Китайские керамические статуи кавалерии и пехоты в доспехах и несущие щиты (с отсутствующим оружием), из гробницы Западной Хань, провинциальный музей Хайнаня

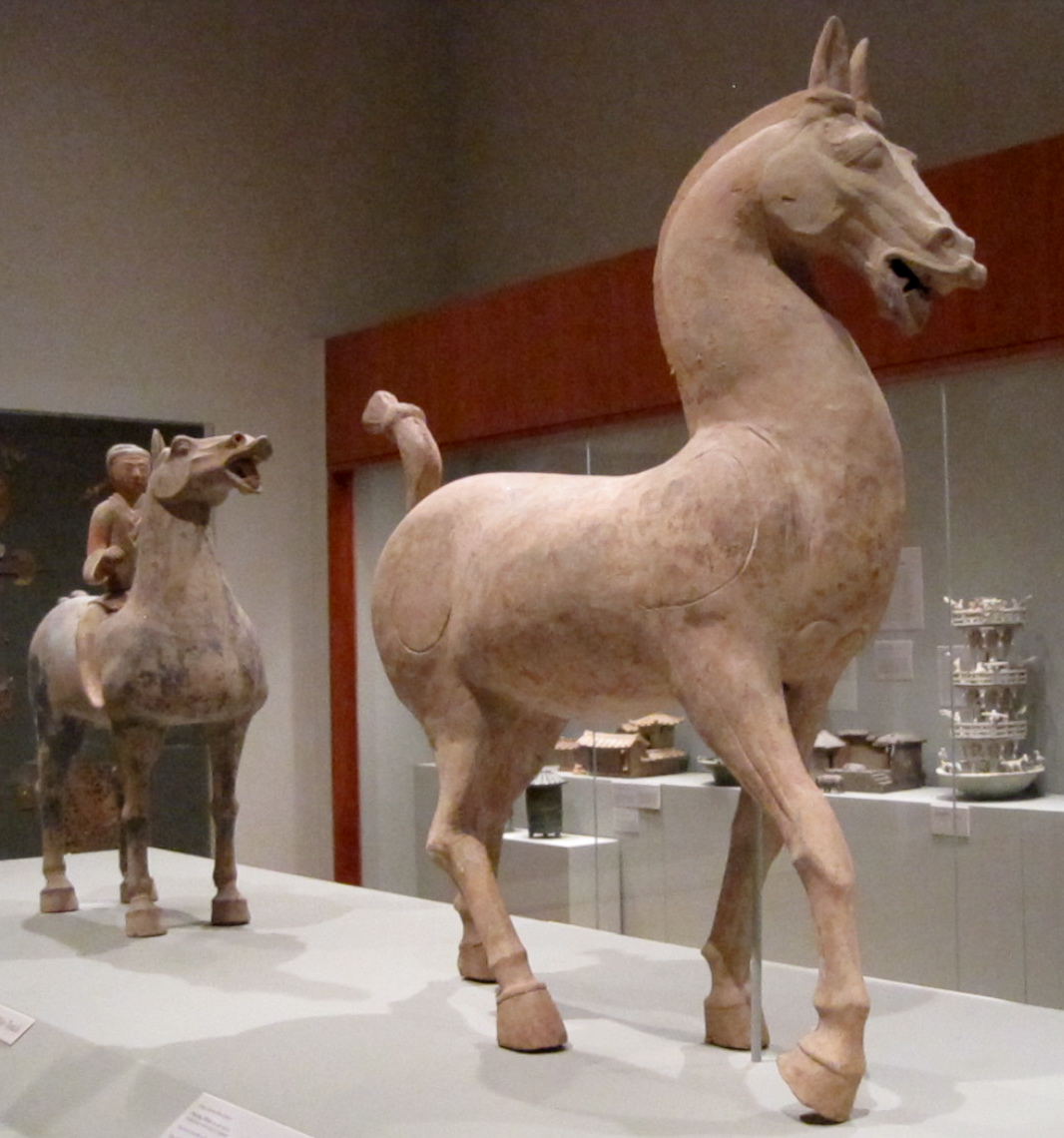
Керамические статуи скачущего коня (на переднем плане) и кавалериста на коне (на заднем плане), Восточная Хань (25–220 гг. н. э.)

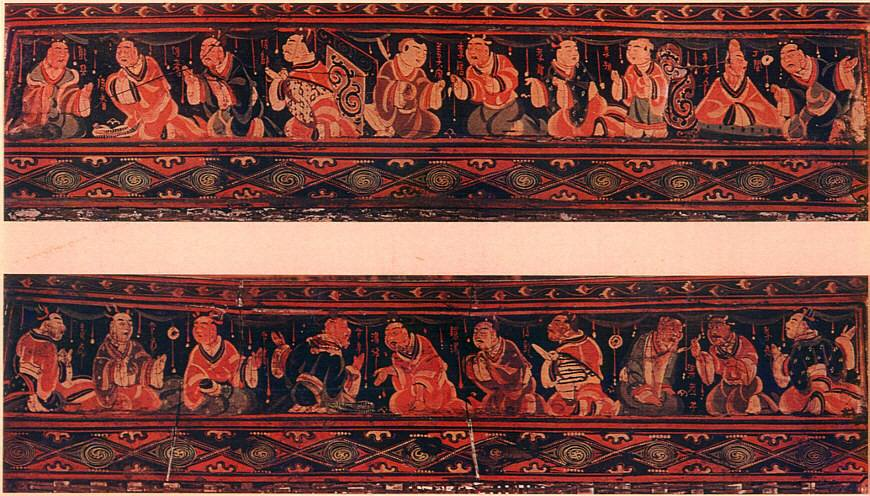
Сцена, в которой исторические образцы сыновней почтительности беседуют друг с другом, китайская роспись на лакированной плетёной шкатулке, извлеченной из восточно-ханьской гробницы китайского Лолана в современной Северной Корее

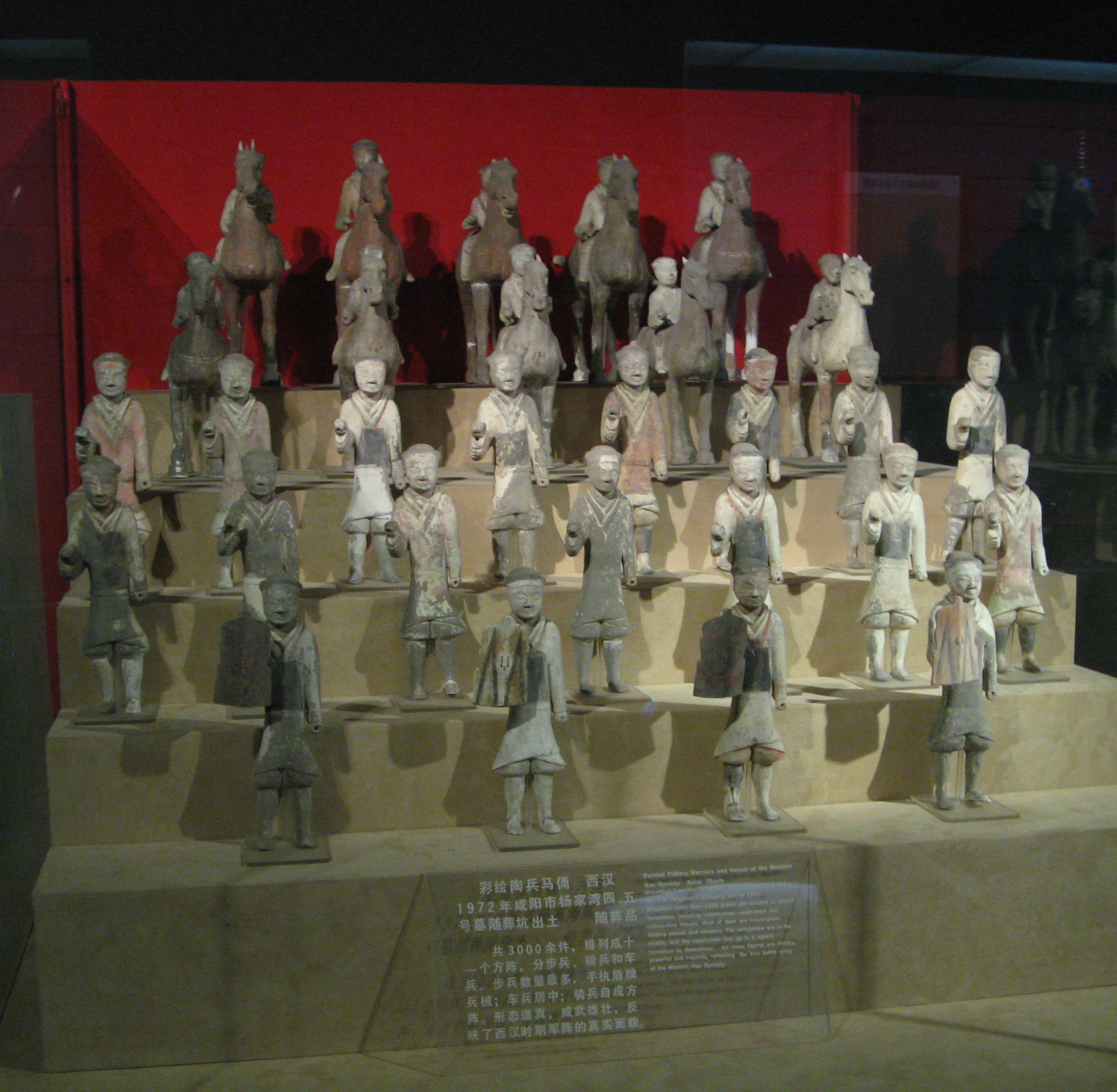
Керамические фигурки солдат (как пехоты, так и кавалерии), период Западной Хань, исторический музей провинции Шэньси, Сиань

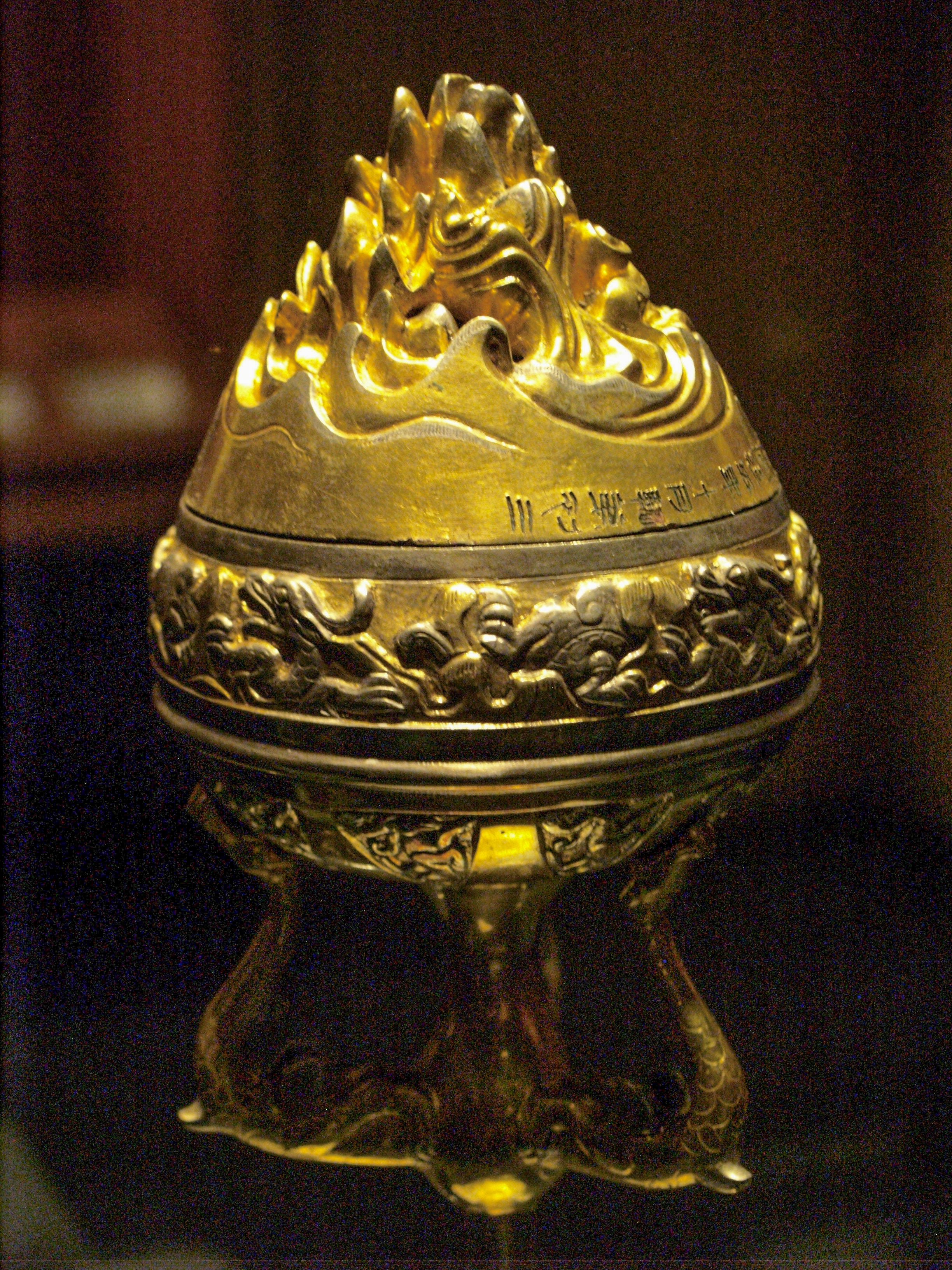
Фрагмент позолоченной курильницы, подаренной императором У-ди Вэй Цину в качестве имперского подарка; исторический музей провинции Шэньси

Со 113 года до н. э. император становился всё более жёстким. Он легко смещал и наказывал губернаторов, во время его поездок по стране немало местных чиновников вынуждены были покончить с собой из-за невозможности обеспечить питание и надлежащий приём огромной императорской свите. В поисках бессмертия он стал давать магам высокие должности, например, Луань Да (欒大) получил даже титул хоу и принцессу в жёны, однако был казнён за шарлатанство.
В 112 году до н. э. в царстве Наньюэ (Гуандун, Гуанси, север Вьетнама) возник конфликт, который привёл к интервенции ханьских войск. В том же году усуни, поверив в мощь Хань, привезли в Китай знаменитых усуньских коней, которых стали называть «западный предел». Впоследствии китайцам всё же удалось получить «небесных коней с кровавым потом» из Давани, это были лучшие скакуны известные китайцам. Император желал получить как можно больше коней и стал отправлять 5-10 больших посольств в Давань в год. Дальние посольства уходили из Китая на 9 лет.
После сложных событий в 111 году до н. э. ханьские войска заняли столицу Панью (番禺, современное Гуанчжоу) и присоединили всю территорию царства, разделив её на 9 областей. Император не оставлял попыток пробить путь в Индию через южные земли, но куньмины убивали всех послов.
Затем царство Миньюэ (современный Фуцзянь), опасаясь вторжения, предприняло атаку на Хань и частично заняло несколько городов в Наньюэ. В 110 году до н. э. под давлением Хань в Наньюэ произошёл переворот, после чего войска сдались империи Хань. Население царства было переселено во внутренние территории Китая.
Так как походы, жертвоприношения, строительства дворцов и башен требовали немалых средств, министр земледелия Сан Хунъян (桑弘羊) предложил установить государственную монополию на соль и железо, что в конце концов укрепилось в Китае и приносило хорошую прибыль в казну.
В 109 году до н. э. У-ди предпринял поход в Ляодун и Корею против государства Кочосон и династии Чосон Вимана, одержал победу, занял Пхеньян и разделил Кочосон на четыре области.
В том же году была послана армия, набранная из помилованных преступников во главе с Го Чаном (郭昌) и Вэй Гуаном (衛廣), они убили несколько десятков тысяч куньминов, но не покорили их, и те снова убили послов. Также была отправлена армия в королевство Дянь (восток провинции Юньнань, царь сдался, ему оставили титул, а царство разделили на пять областей.
В государствах Центральной Азии постепенно утомились от многолюдных ханьских посольств и стали чинить им препятствия. К тому же хунну осмелели и стали нападать на караваны.
В 108 году до н. э. генерал Чжао Пону (趙破奴) совершил поход в Синьцзян (Сюлу) и подчинил царства Лулань к северу от пустыни Такламакан и Чеши (современный Турфан).
В 105 году до н. э. император отдал в жёны царю Куньмо (昆莫) государства Усунь в бассейне озера Иссык-Куль принцессу из отдалённой ветви императорского рода. Фамильные связи привели к долгосрочному союзу с царством Усунь.
Примерно в это же время были налажены отношения с Парфянским Царством (вероятно с Митридатом II). Китайцы увидели, что парфяне для встречи послов могут собрать 20 000 воинов и в стране много городов и людей. Послы из Парфии привезли в Китай большие яйца (страусиные) и фокусников из Месопотамии или Ближнего Востока.
В 104 году до н. э. был совершён знаменитый поход в государство Давань (иначе Даянь, Коканд, Фергана). Правитель Давани Угуа (毋寡) отказался отдать лучших лошадей, а послы от У-вана были казнены. Советники считали, что 3000 арбалетчиков хватит для покорения Давани. Император послал генерала Ли Гуанли (李廣利) на Давань, войска (6000 союзной конницы и несколько десятков тысяч пехоты из помилованных преступников), не обеспеченные продовольствием, испытывали лишения. Армия, потерявшая 9/10 состава, осталась в Дуньхуане, от У-ди был получен приказ казнить любого, кто попытается вернуться в Китай. Поразмыслив, У-ди послал в Дуньхуан 60 000 человек, не считая носильщиков и прочих. Для начала истребили город Луньтоу. В 102 году до н. э. Ли с 30 000 дошедших осадил Давань, отрезал город от водоснабжения, отведя реку. Полевая армия во главе с Цзяньми не выдержала обстрела китайцев. Положение обеих сторон было тяжёлое. На помощь даваньцам могли прийти канцюйцы, которые стояли неподалёку. Даваньцы убили Угуа и согласились выдать коней, если ханьцы уйдут. Ли Гуанли принял этих великолепных лошадей: лучших несколько десятков, хороших 3000. Также была доставлена провизия для армии. Царём Давани стал Мэйцай (昧蔡), сторонник Хань. Эта победа принудила правителей Синьцзяна подчиниться Китаю.
У-ди тратил огромные средства на завоевание расположения правителей дальних стран. Для послов наливали озёра вина и делали деревья с листьями из мяса, пиры и праздники не знали конца. Для угощения послов вокруг дворцов посадили среднеазиатский виноград, а для фуража коней люцерну. Китайцев удивляла торговая сноровка гостей из западных стран и влияние на них женщин, которые пользовались известной свободой и имели огромное влияние на мужей. При этом хунну они боялись больше, чем Хань, а поэтому хунну доставали всё нужно по письму от шаньюя, а ханьцам приходилось торговаться за каждую мелочь.
Отношения с сюнну развивались с переменным успехом. Во время похода на Давань в 103 году до н. э. сюнну взяли в плен армию полководца Чжао Пону, однако после событий в Фергане сюнну испугались и стали вести переговоры. Переговоры сорвались, китайских послов заподозрили в заговоре. В 99 году до н. э. была организована ещё одна неудачная экспедиция против сюнну, в это время один из военачальников Ли Лин был обвинён в измене, историограф Сыма Цянь пытался за его вступиться, но был подвергнут наказанию — кастрации.
В 106 году до н. э. император затеял изменение административного деления империи, были созданы 13 префектур (чжоу, 州), позднее были введены должности губернаторов. Начальники префектур по новому положению должны быть сменяемыми, чтобы пресечь коррупцию.
В 104 году до н. э. У-ван построил роскошный дворец Цзяньчжан (建章宮), предназначенный также призывать духов.
В 100 году до н. э. под гнётом налогов на военные походы и роскошное строительство по империи прокатились народные бунты. Император издал указ, по которому должностные лица отвечали своей жизнью за бунты. В результате администраторы стали скрывать крестьянские бунты вместо того, чтобы с ними бороться.
В 99 году до н. э. хуннский князь Цзэхэ (介和王) перешёл на сторону Хань и был пожалован титулом Кайлин-хоу (開陵侯). У-ди отправил его в поход на Чеши с войсками из Лоуланя. Но западный чжуки-князь хунну выступил на встречу с несколькими тысяч конницы и китайцы повернули назад.

## Охота на ведьм
У императора стала развиваться паранойя. В 96 году до н. э. началась охота на ведьм. На основании снов, галлюцинаций и гаданий император стал подозревать своих приближённых, проводить дознания и жестоко казнить. По подозрению в использовании магии были казнены многие высшие чиновники вместе со всеми их кланами. Первый процесс начался против старшего зятя императора Гуньсунь Хэ (公孫賀), занимавшего должность премьер-министра, и его сына Гуньсунь Цзиншэна (公孫敬聲), сын был обвинён в коррупции. Весь род был казнён. Две старших сестры наследного принца Цзю, Яоши (陽石公主) и Чжуи (諸邑公主) и двоюродный брат Вэй Кан (衛伉) за разного рода прегрешения и за использование магии были казнены в 91 году до н. э.

## Восстание наследного принца Цзюя
В 94 году до н. э. у У-вана родился сын Лю Фулин, который позднее стал императором Чжао-ди. Сына родила любимая наложница Чжао, когда У-ди было 62 года, период беременности длился 14 месяцев, как при рождении легендарного императора Яо. Пошли слухи, что император хочет сделать Фулина наследником, которые дошли до ушей Цзю, бывшего тогда наследником от императрицы Вэй.
С другой стороны, глава тайной полиции Цзян Чун (江充) и главный евнух гарема Су Вэнь (蘇文) готовили компрометирующие материалы против принца Лю Цзюя, поскольку они уже имели опыт в охоте на ведьм. Они подбросили ему кукол для колдовства и тексты с магическими надписями. Принц Цзюй, узнав про обвинения, явился к Цзяну, обвинил его в интригах и самолично убил его, Су сумел бежать.
Узнав об этом, император послал гонца к принцу Цзюю, но гонец не поехал в Чанъань, а вернулся, ложно заявив, что принц Лю Цзюй поднял мятеж. Премьер-министр Лю Цюмао (劉屈犛) получил приказ собрать войска и подавить бунт.
После пяти дней уличных схваток принц Цзюй почувствовал, что отец его не поддерживает и близится поражение, и бежал. Его домашние, кроме месячного Лю Бинъи, были схвачены и убиты, императрица Вэй покончила с собой.
Принц Цзюй находился в бегах, жил какое-то время в доме крестьянина, но потом был пойман и покончил с собой, его сыновья были убиты солдатами, но один годовалый сын Лю Бинъи был взят под стражу и через много лет стал императором Сюань-ди.

## Последние годы правления и смерть
В последующие годы охота на ведьм продолжалась, её жертвами стали премьер-министр Лю Цюмао и генерал Ли Гуанли, одержавший победы над сюнну, дело сфабриковал Го Жан (郭穰). Генерал Ли, пытаясь заслужить милость императора, предпринял рискованную атаку на хунну, но атака была неудачной и Ли Гуанли перешёл на сторону хунну. Род и того и другого был уничтожен по подозрению в использовании магии.
Политика Хань в Западном крае (Сиюй) приносила империи огромные расходы, но не привела к созданию надёжной анти-хуннской коалиции. Сан Хунян (桑弘羊), капитан-интендант китайских войск в Сиюе, предложил императору обширный проект постепенной колонизации китайцами Сиюя вплоть до Усуней, с целью перевести китайские гарнизоны на самообеспечение, при условии расширения торговли с местными княжествами. В ответном манифесте У-ди раскаивался в чрезмерных военных экспедициях в Сиюй, доверии к магии и гаданию (Ли Гуанли должен был дать бой хун у горы Фушань по указанию гадателей), истощении ресурсов Китая. Чэнсяну Чэн Цюаньцю (車千秋) было доверено заняться восстановлением экономики.
В 89 году до н. э. император стал сожалеть о содеянном, особенно он горевал о сыне Цзю и казнил доносчика Су и семью Цзяна, соорудил алтарь памяти сына, а также принёс публичные извинения перед всем народом за свои прежние ошибки. Император остановил войны и борьбу за расширение царства и всерьёз занялся развитием земледелия.
Примерно в это же время император отправил хоу Ман Туна (莽通) с 40 000 всадников против Хунну через северное Чэши. А хуннский князь (на службе Хань) Кайлин-хоу выступил с войсками из Лоулань, Вэйли, и 6 малых княжеств против Чэши с тем, чтобы чэшисцы не стали помогать хунну. Ман Тун окружил Чэши и князь решил сдаться на милость Императора
В 88 году до н. э. император серьёзно заболел, и возникла проблема престолонаследия. Он решил, что наиболее подходящим наследником будет младший сын Фулин, и назначил Хо Гуана будущим регентом, признав его честным и талантливым. Он казнил мать Фулина — наложницу Чжао, чтобы не повторилась история со вдовствующей императрицей Люй-хоу. Он назначил также двух дополнительных сорегентов. В 87 году до н. э. император умер после того, как назначил Фулина престолонаследником, который правил 13 лет под титулом Чжао-ди.
После смерти императора Хо Гуан решил, что наложница Ли должна последовать за ним. Они были похоронены в «китайской пирамиде» в Маолине (кит. 茂陵), пирамида сохранилась до настоящего времени.

## Оценка историков
Историки высоко оценивают период правления У-ди — признают увеличение территории, установление многих законов, которые потом поддерживались многие годы, укрепление конфуцианства. Была создана империя, превосходящая Рим. Были достигнуты значительные успехи в подрыве сил хунну, были найдены союзники на западе, началась китайская колонизация Сиюя. В империю привозили рога носорога и панцири черепах из Хайнаня, бетель и бамбуковые трости из пограничных районов Гуйчжоу и Сычуани, «небесные кони» и виноград из Даюани и Парфии. Женские покои дворца были наполнен жемчугом, изделиями из черепашьего панциря, рога носорога, перьями синих птиц. В конюшнях стояли кони лучших пород, привозили слонов и львов, больших собак, страусиные яйца. В общем диковинки со всего известного мира. Был построен Куньмин, дворец в Чанъани, где для иностранных послов делали деревья из мяса и пруды из вина.
С другой стороны, У-ди критикуют за экстравагантность, тиранию и эксплуатацию населения, на плечи которого тяжёлым бременем ложились его проекты. Винокурение, добыча соли и выплавка железа была монополизирована государством, лодки, скот, телеги были обложены налогом. Была введена серебряная монета и даже «пиби» (皮币) — кредитные билеты на оленьей коже. Поэтому его сравнивают с Цинь Шихуаном. Он опирался на легизм, управляя с помощью жестоких наказаний. Практически все премьер-министры при У-ди были казнены или покончили с собой или были убиты после отставки. Кастрация также нередко применялась как наказание.

## Девизы правления
1. Цзяньюань (建元 jiàn yuán) 140 год до н. э. — 135 год до н. э.
2. Юаньгуан (元光 yuán guāng) 134 год до н. э. — 129 год до н. э.
3. Юаньшо (元朔 yuán shuò) 128 год до н. э. — 123 год до н. э.
4. Юаньшоу (元狩 yuán shòu) 122 год до н. э. — 117 год до н. э.
5. Юаньдин (元鼎 yuán dĭng) 116 год до н. э. — 111 год до н. э.
6. Юаньфэн (元封 yuán fēng) 110 год до н. э. — 105 год до н. э.
7. Тайчу (太初 tài chū) 104 год до н. э. — 101 год до н. э.
8. Тяньхань (天漢 tiān hàn) 100 год до н. э. — 97 год до н. э.
9. Тайши (太始 tài shĭ) 96 год до н. э. — 93 год до н. э.
10. Чжэнхэ (征和 zhēng hé) 92 год до н. э. — 89 год до н. э.
11. Хоуюань (後元 hòu yuán) 88 год до н. э. — 87 год до н. э.